# Bernard Kouchner
Bernard Kouchner (født 1. november 1939) er en fransk læge og politiker. Han er medstifter af den humanitære organisation "Læger uden grænser", har været funktionær i FN og socialistisk medlem af Nationalforsamlingen. 18. maj 2007 blev han udnævnt til udenrigs- og europaminister i François Fillons regering.